# Guido Avolio
Guido Avolio, né à Noto en 1891, mort à Palerme en 1978, est un homme politique italien. 
Membre du Fronte dell'Uomo Qualunque, il est maire de Palerme de mars à novembre 1948, puis en novembre et décembre 1951.

## Biographie
Après avoir quitté le Fronte dell'Uomo Qualunque, le maire de Palerme Gennaro Patricolo abandonne son mandat pour se présenter aux Élections générales italiennes d'avril 1948.
Il est remplacé par Guido Avolio, ancien médecin militaire originaire de Noto, élu grâce aux voix des libéraux, des monarchistes et des qualunquistes. Un des deux élus séparatistes de l'Unione Palermitana Indipendenti intègre la junte. 
La victoire de la Démocratie chrétienne aux élections législatives ouvre une crise dans la majorité, à nouveau fragilisée par la disparition du Fronte dell'Uomo Qualunque qui entraine une dispersion des élus . La majorité palermitaine doit démissionner pour laisser la place à la première junte démocrate chrétienne, que dirige Gaspare Cusenza.
Guido Avolio est à nouveau élu maire le 13 novembre 1951 après l'intérim d'Ernesto Pivetti, laissant la place ensuite au commissaire préfectoral Riccardo Vadalà jusqu'à l'élection de Gioacchino Scaduto.